# Kóičiró Genba
Kóičiró Genba (japonsky 玄葉 光一郎, * 20. května 1964, Tamura) je japonský politik z Demokratické strany Japonska, od roku 2011 japonský ministr zahraničí.
Do japonského parlamentu byl poprvé zvolen v roce 1993, jeho předchozí zkušeností byl mandát zastupitele v prefektuře Fukušima. V září 2011 si ho vybral Jošihiko Noda za ministra zahraničí.